# Avni-Rustemi-Platz

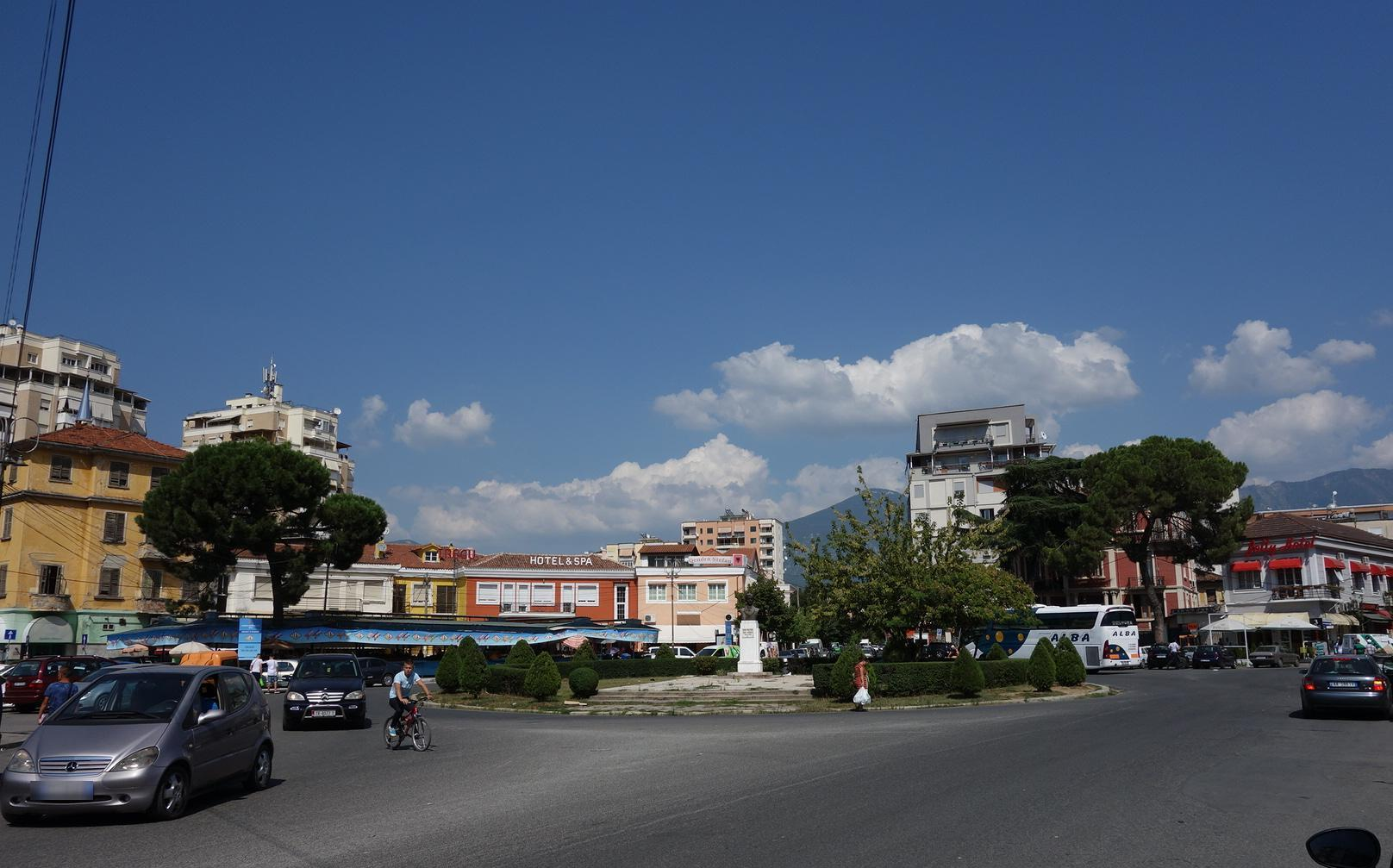
Der Platz von Südwesten gesehen

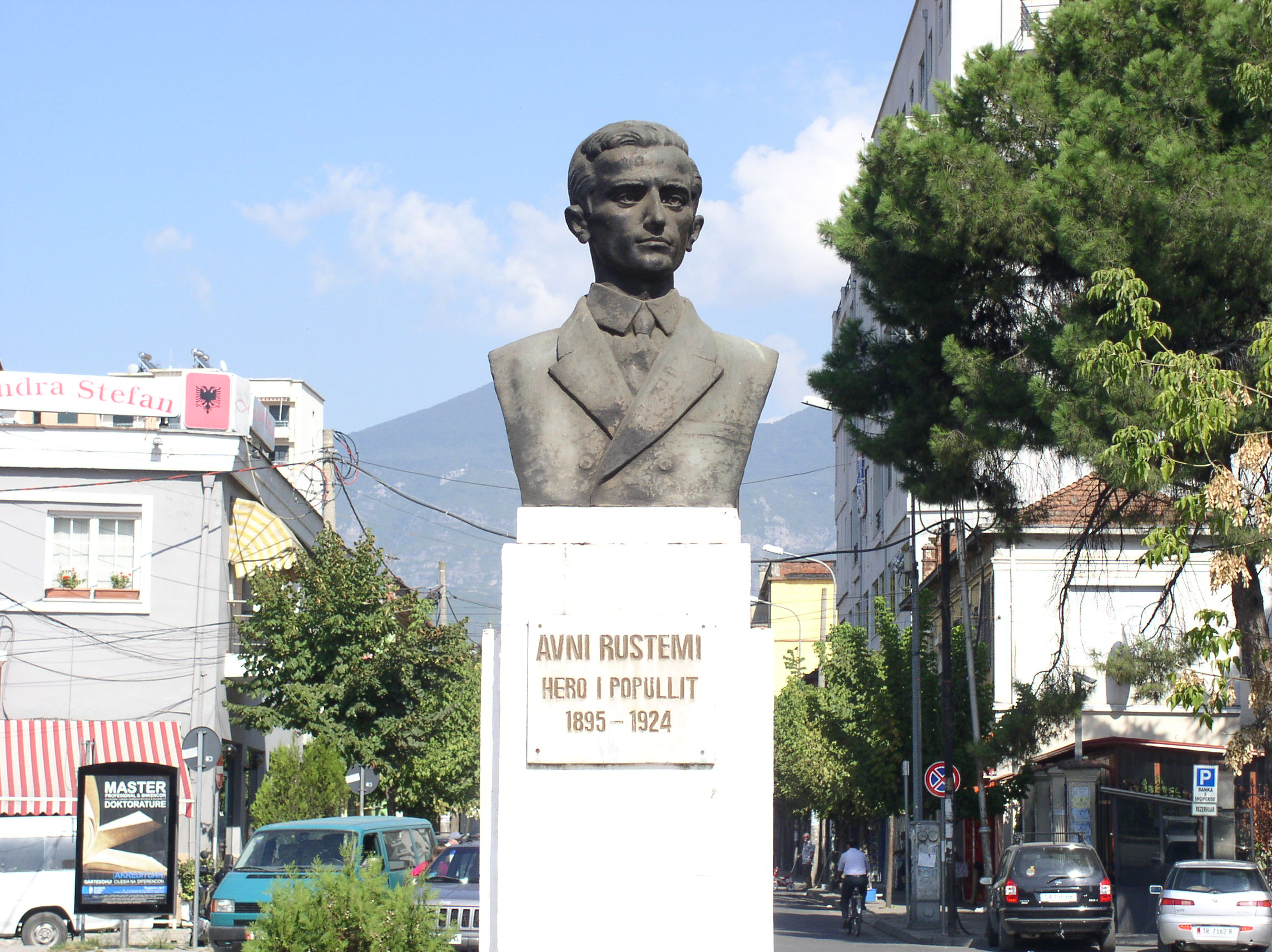
Inmitten des Platzes ist eine Büste des Namensgebers des Platzes, Avni Rustemi, aufgestellt.

Der Avni-Rustemi-Platz (albanisch Sheshi Avni Rustemi; Aussprache: [ˈʃɛˌʃi ˌavˈni ˌɾusˈtɛmi]) ist ein Markt- und Verkehrsplatz östlich des Zentrums der albanischen Hauptstadt Tirana, der nach dem Pädagogen, Attentäter und Politiker Avni Rustemi (1895–1924) benannt ist. Er ist zusammen mit umliegenden Häusern seit 2007 Kulturdenkmal Albaniens.
Anfang der 1930er Jahre im Rahmen einer Stadt-Modernisierung angelegt, hieß der Platz bis in 1939 Parthern.
Der Straßenverkehr wird mittels eines Kreisverkehrs bewältigt. Folgende sechs Straßen (alb. rruga) führen zu diesem Platz (im Uhrzeigersinn von Nordosten beginnend): Rruga Hoxha Tahsim, Rruga Tefta Tashko-Koço, Rruga Xhorxhi Martini, Rruga Luigj Gurakuqi, Rruga Shenasi Dishnica und Rruga Shemsi Haka.
Nördlich angrenzend an den Platz wurde anfangs der 1930 ein neuer Lebensmittelmarkt eröffnet, der Pazari i ri (Neuer Basar), wo noch heute Früchte, Gemüse, Fleisch, Fisch und anderes angeboten werden. Einige Gemüsestände dehnten sich bis auf den Avni-Rustemi-Platz aus – heute befinden sich hier Cafés. Pazari i Ri ist zudem der Name des Stadtviertels rund um den Markt. Hinter der Gebäudezeile im Nordosten des Platzes befindet sich die osmanische Kokonozi-Moschee.
Im Oktober 2015 wurde mit Bauarbeiten am Markt Pazari i ri und dem Platz begonnen. Im Zuge einer Sanierung sollte der Platz einen neuen Namen, markierte Parkplätze und eine Fußgängerunterführung bekommen. Der Markt wurde erneuert und vom Verkehr befreit, am Avni-Rustemi-Platz änderte sich kaum etwas.

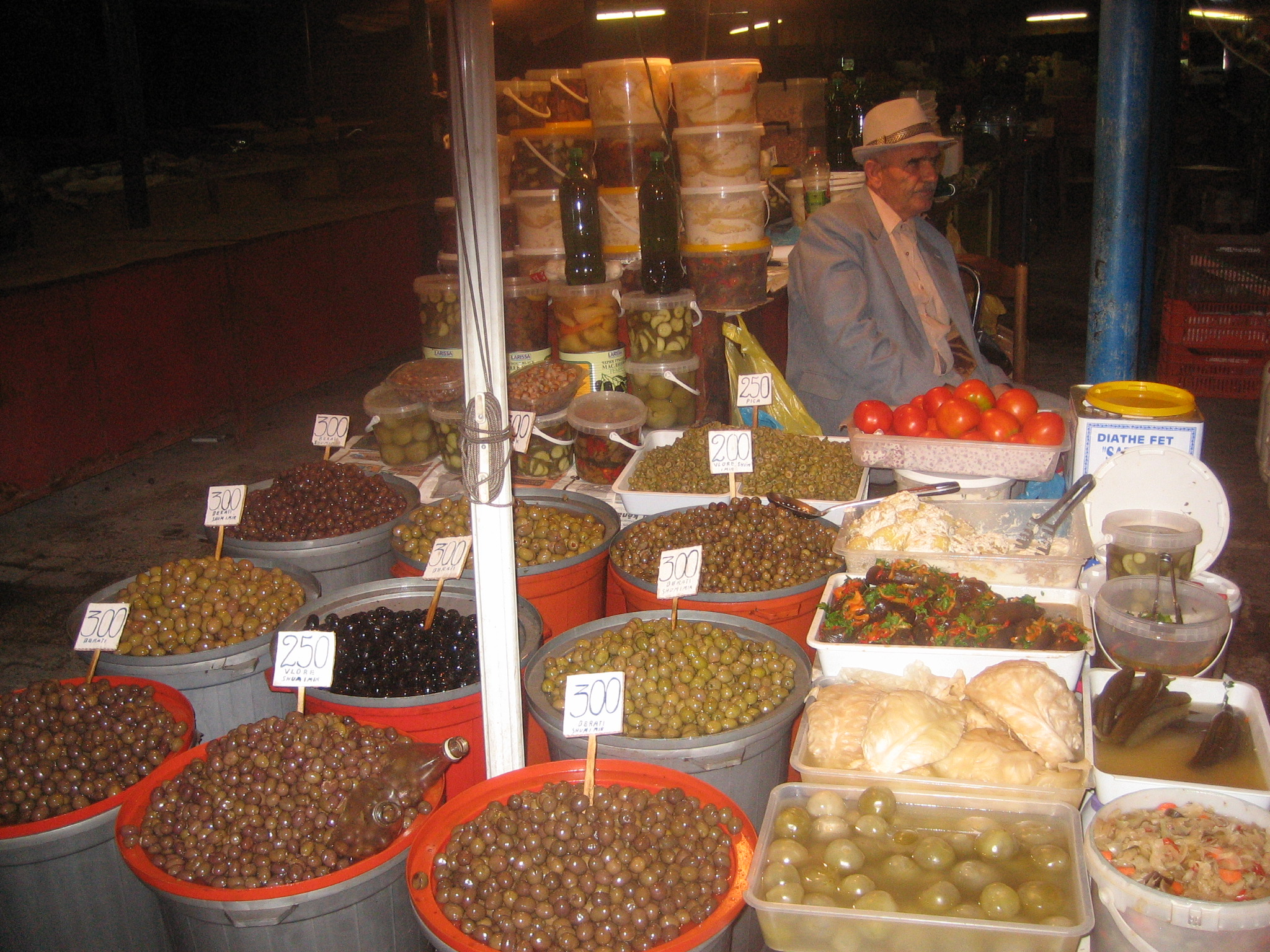
Olivenstand auf dem Avni-Rustemi-Platz
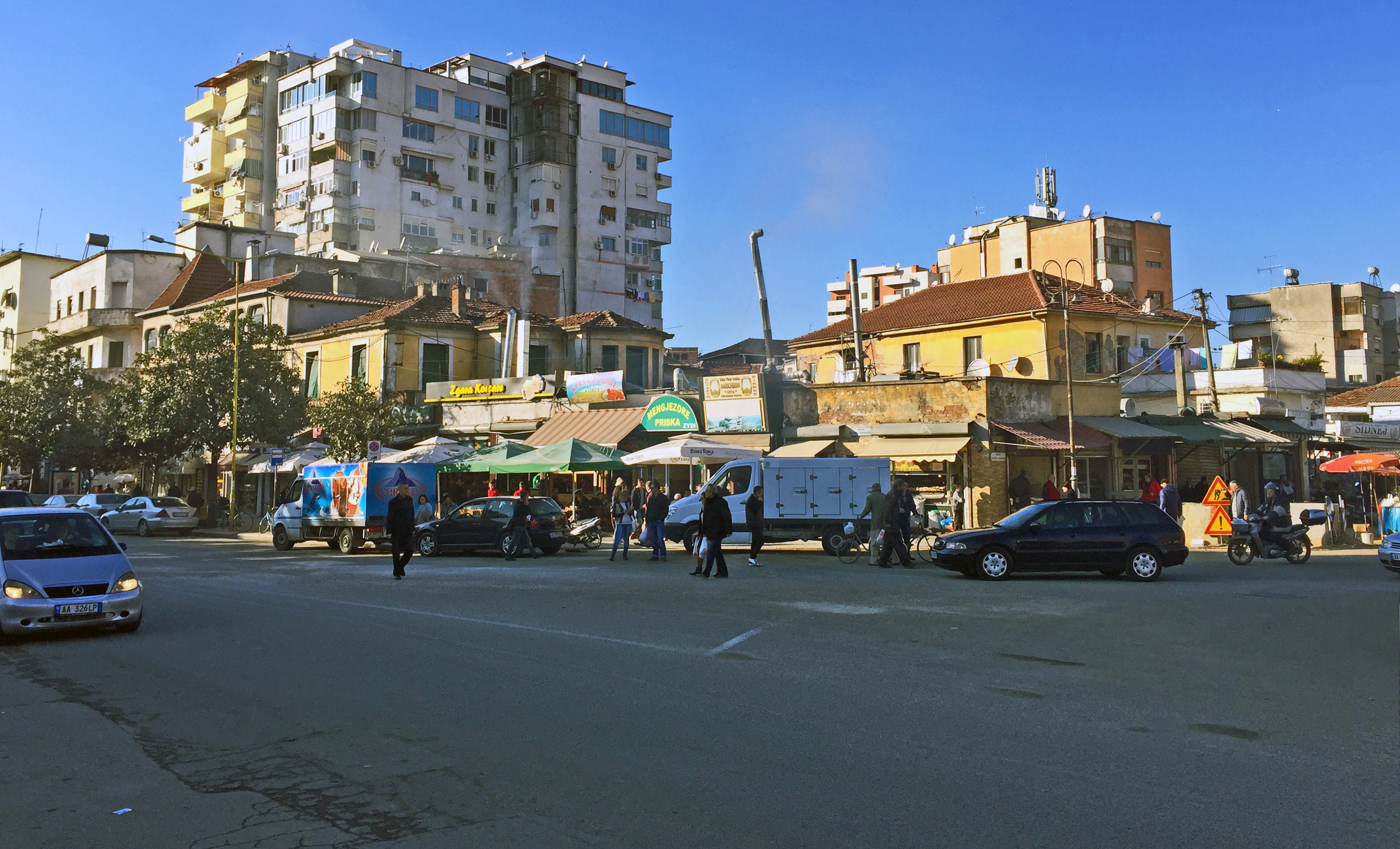
Nordwest-Ecke des Platzes